# Дрешер, Анастасий
Анастасий Дрешер (нем. Anastazy Wilhelm Dreszer; 28 апреля 1845, Калиш — 2 июня 1907, Галле) — немецкий пианист, композитор и музыкальный педагог польского происхождения.
Вырос в Калише, где уже в 12-летнем возрасте опубликовал польку собственного сочинения. Учился в Дрезденской консерватории (1859—1861), в том числе у Карла Генриха Дёринга, затем работал в Лейпциге. В 1868 г. обосновался в Галле, открыв собственную музыкальную школу, руководил также местным хором. Написал две симфонии, ряд фортепианных пьес, песни (в том числе на стихотворение Иоганна Вольфганга Гёте «Фульский король»); сочинённые во второй половине 1860-х гг. оперы «Вальмода» и «Ирена», обе по одноимённым драмам в стихах Петера Ломана, не были поставлены.